# Лески
Лески (мкд. Лески) су насеље у Северној Македонији, у источном делу државе. Лески су у саставу општине Виница.

## Географија
Лески су смештени у источном делу Северне Македоније. Од најближег града, Кочана, насеље је удаљено 12 km јужно.
Насеље Лески се налази на јужном ободу Кочевског поља, плодне долине коју гради река Брегалница. Насеље је положено на приближно 420 метара надморске висине. Јужно од насеља издиже се Плачковица.
Месна клима је континентална.

## Историја
По статистици секретара Бугарске егзархије, 1905. године Лески је чисто словенско село са 640 становника православаца..

## Становништво
Лески су према последњем попису из 2002. године имали 579 становника.
Претежно становништво у насељу су етнички Македонци (100%).
Већинска вероисповест месног становништва је православље.